# Naperville (stacja kolejowa)
Naperville – stacja kolejowa w mieście Naperville, w stanie Illinois, w Stanach Zjednoczonych. Jest obsługiwana przez dwóch przewoźników: amerykańskiego narodowego przewoźnika pasażerskiego Amtrak oraz Metrę, należącą do samorządów lokalnych Chicago i okolicznych hrabstw. W roku finansowym 2010 z pociągów Amtraku skorzystało na niej (licząc łącznie pasażerów wsiadających i wysiadających) 50 733 pasażerów. Stacja jest również dogodnym punktem przesiadkowym między połączeniami kolejowymi i autobusowymi, realizowanymi głównie przez Pace, operatora siostrzanego wobec Metry. 

## Połączenia
| nazwa połączenia  | miasto docelowe (kierunek wschodni) | miasto docelowe (kierunek zachodni) | przewoźnik |
| ----------------- | ----------------------------------- | ----------------------------------- | ---------- |
| California Zephyr | Chicago                             | Emeryville                          | Amtrak     |
| Illinois Zephyr   | Chicago                             | Quincy                              | Amtrak     |
| Carl Sandburg     | Chicago                             | Quincy                              | Amtrak     |
| Southwest Chief   | Chicago                             | Los Angeles                         | Amtrak     |
| BNSF Railway Line | Chicago                             | Aurora                              | Metra      |